# 同中性子体
同中性子体（どうちゅうせいしたい、isotone）は、中性子の個数が等しく陽子の個数（原子番号）が異なる核種のことである。同調体（どうちょうたい）ともいう。
例えば15Nと16Oはともに中性子を8個持つので同中性子体である。
同中性子体同士は異なる元素であるので化学的性質は異なる。化学的性質が同じ同位体、ベータ崩壊で移り合う同重体に比べると同中性子体間の関連性は薄い。
"isotone" の名称は "isotope"（同位体）の "p"（陽子） を "n"（中性子）に置き換えた言葉遊びである。「同じ場所」を意味する isotope に対して無理にギリシャ語に訳すと「同じ伸び方」だが、意味は特にない。「同調体」は "tone" を英語で直訳したものである。
安定核種が最も多いのは中性子82個の同中性子体（7種）で、次いで中性子20個,50個で5種ずつある。中性子が魔法数の同中性子体には安定核種が多い。
中性子20個の安定核36S, 37Cl, 38Ar, 39K, 40Ca
中性子50個の安定核86Kr, 88Sr, 89Y, 90Zr, 92Mo
中性子82個の安定核136Xe, 138Ba, 139La, 140Ce, 141Pr, 142Nd, 144Sm